# The Resident (film)
The Resident er en britisk thriller-film fra 2011 instrueret af Antti Jokinen og med Hilary Swank, Jeffrey Dean Morgan og Christopher Lee i hovedrollerne.

## Handling
Filmen starter med den nyligt fraskilte Dr. Julie Devereau er på udkig efter en lejlighed i New York. Julie er i stand til at købe en lejlighed for $ 3800, stor og lækker, men med den nærliggende metro forårsager støj og vibrationer, som lejlighedsvis forårsager at genstande falde ned af bordet. 
Under hendes første nat i hendes nye lejlighed, er der en person som holder øje med Juliet, se hende tage tøjet af, tage et bad, og gnide lotion over hele hendes krop, herunder hendes bryster. Mens Julie sover, hører hun fodtrin, og hun tror der er nogen i hendes lejlighed. Hun rejser sig for at undersøge dette. Hun finder sin dør lukket, men ulåst. Hun finder blomster uden for hendes dør, og hun tror at fodtrinene hun hørte, var nogen som bare kom forbi for at give hende en gave.

## Skuespillere
- Hilary Swank som Dr. Juliet Devereau
- Jeffrey Dean Morgan som Max
- Christopher Lee som August
- Lee Pace som Jack
- Aunjanue Ellis som Sydney
- Deborah Martinez som Fru Portes
- Sheila Ivy Traister som Sygeplejerske
- Michael Showers som Dr. August